# Metropolitanato de Neocesarea

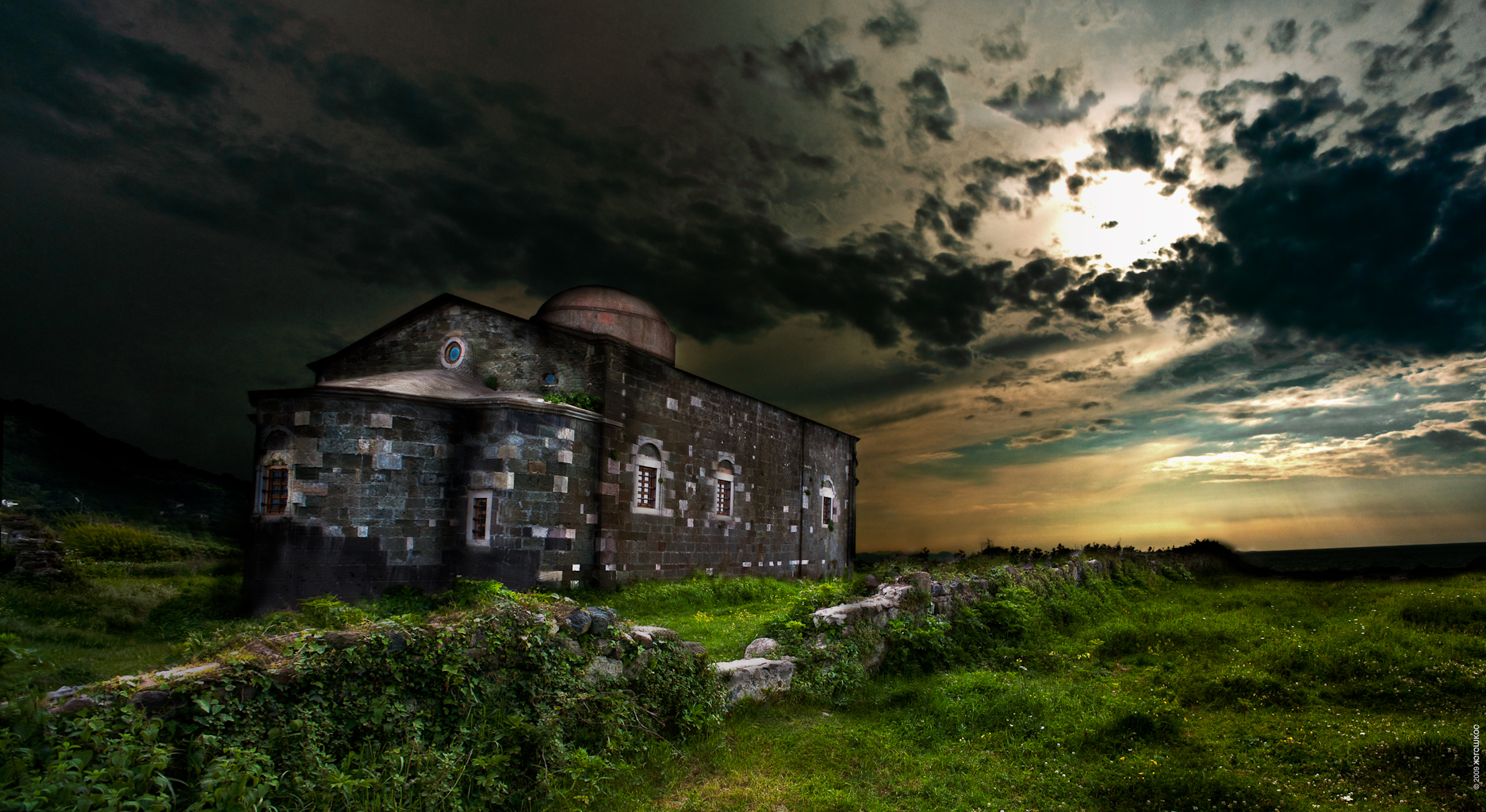
Iglesia ortodoxa del cabo Jasón.

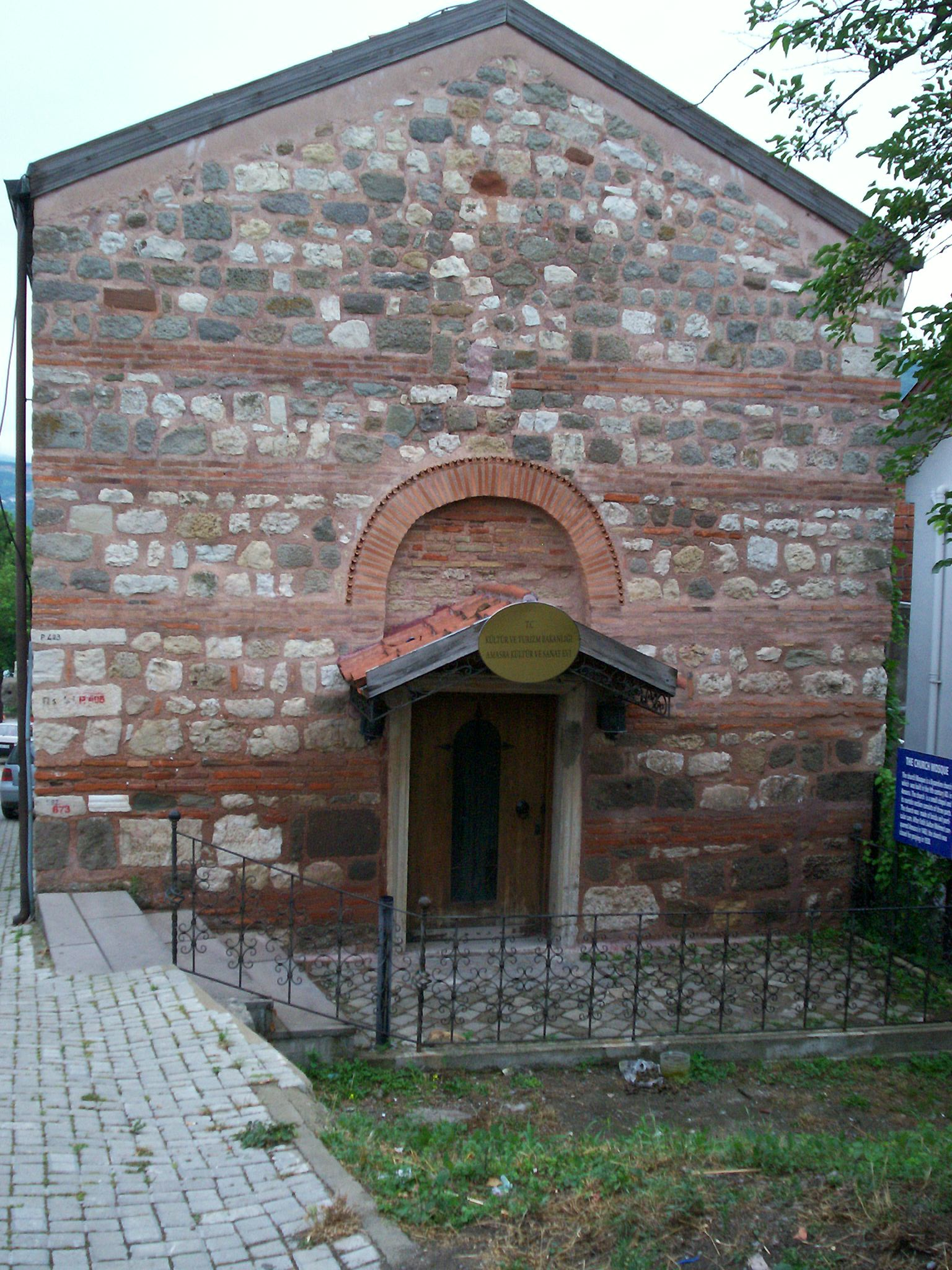
Iglesia convertida en mezquita en Amasra.

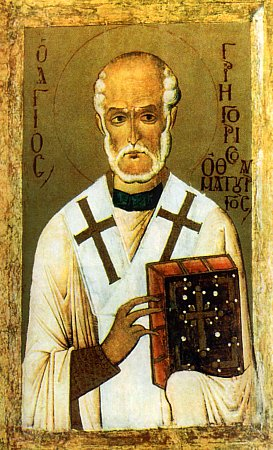
Gregorio Taumaturgo, obispo de Neocesarea.

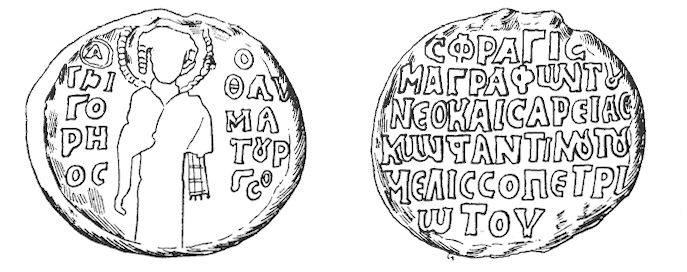
Sello de Constantino Melissopetriotes, obispo de Neocesarea.

El metropolitanato de Neocesarea (en griego: Ιερά Μητρόπολη Νεοκαισαρείας) es una diócesis de la Iglesia ortodoxa perteneciente al patriarcado de Constantinopla, que se halla vacante desde el vaciamiento de sus fieles en 1923. Su sede estuvo en Neocesarea, la actual Niksar en Turquía y desde principios del siglo XX en Ünye. Su titular lleva el título de metropolitano de Neocesarea, el más honorable ('hipertimos') y exarca del Ponto Polemoniaco (en griego: Ο Νεοκαισαρείας υπέρτιμος και έξαρχος Πόντου Πολεμωνιακού). Es la antigua sede metropolitana de la provincia romana de Ponto Polemoniaco en la diócesis civil de Ponto y en el patriarcado de Constantinopla.

## Territorio
El territorio del metropolitanato está formado por dos secciones separadas que se encuentran en las provincias de Tokat, Ordu, Sivas, Kastamonu, Çankırı, Karabük, Bartın, Zonguldak y Bolu. La sección principal limita al norte con el mar Negro; al este con los metropolitanatos de Caldia, Cheriana y Céraso, Colonia, y las arquidiócesis de Teodosiópolis y Amida (las dos del patriarcado de Antioquía); al sur con las arquidiócesis de Amida, Véria y Tarso y Adana (las tres del patriarcado de Antioquía); y al oeste con los metropolitanatos de Cesarea y Amasya. La sección Gangra limita al norte con el mar Negro; al este con el metropolitanato de Amasya; al sur con los metropolitanatos de Cesarea y Ancyra; y al oeste con el Calcedonia.
Además de Niksar, otras localidades del metropolitanato en la sección principal son: Fatsa, Bolaman, Ordu, Turhal, Yıldızeli, Sivas (la antigua Sebaste), Gürün, Divriği, Tokat y Ünye. En la sección Gangra se hallan: Kastamonu, İnebolu, Cide, Taşköprü, Tosya, Çankırı (la antigua Gangra), Çerkeş, Safranbolu, Karabük, Bartın, Amasra, Devrek y Gerede.

## Historia
La diócesis de Neocesarea fue establecida en el siglo III.
El martirologio romano recuerda a los siguientes santos y mártires de Neocesarea del Ponto: Troadio (2 de marzo), obispo Atenodoro (7 de noviembre), Gregorio Taumaturgo (17 de noviembre). El Vetus Martyrologium Romanum también recuerda a Macrina (14 de enero).
El Concilio de Nicea I en 325 aprobó la ya existente organización eclesiástica según la cual el obispo de la capital de una provincia romana (el obispo metropolitano) tenía cierta autoridad sobre los otros obispos de la provincia (sufragáneos), utilizando por primera vez en sus cánones 4 y 6 el nombre metropolitano. Quedó así reconocido el metropolitanato de Neoesarea en la provincia romana de Ponto Polemoniaco. El canon 6 reconoció las antiguas costumbres de jurisdicción de los obispos de Alejandría, Roma y Antioquía sobre sus provincias, aunque no mencionó a Cesarea, su metropolitano también encabezaba de la misma manera a los obispos de la diócesis civil de Capadocia como exarca del Ponto, entre ellos al de Neocesarea. El canon 28 del Concilio de Calcedonia en 451 pasó al patriarca de Constantinopla las prerrogativas del exarca del Ponto, por lo que el metropolitanato de Neoesarea pasó a ser parte del patriarcado.
En la Notitia Episcopatuum del pseudo-Epifanio, compuesta durante el reinado del emperador Heraclio I (circa 640), la sede de Neocesarea figura en el puesto 17 en el orden jerárquico de las metrópolis del patriarcado de Constantinopla. En esta Notitia se le atribuyen cuatro diócesis sufragáneas: Trebisonda, Cerasonte, Polemonio y Comana.
En la Notitia Episcopatuum atribuida al emperador León VI (principios del siglo X), la situación de la provincia ha cambiado ligeramente: Neocesarea se ha trasladado al puesto 18 entre las metrópolis del patriarcado de Constantinopla. Las diócesis sufragáneas son las de Cerasonte, Polemonio y Comana. Se menciona una nueva sede, ausente de la Notitia de tres siglos antes, es decir, Rizeo, arzobispado autocéfalo. Desde el siglo VIII, la arquidiócesis de Trebisonda ha sido elevada al rango de sede metropolitana. En la Notitia ocupa el lugar 33 entre las metrópolis del patriarcado.
Entre sus obispos estuvo san Gregorio, llamado el Taumaturgo, un distinguido teólogo. Según la historia tradicional, cuando Gregorio fue ordenado obispo de su ciudad natal circa 240, solo había 17 cristianos en Neocesarea, y solo 17 gentiles a su muerte en 270.
Entre 314 y 315 se celebró un sínodo de obispos en Neocesarea, de los cuales hay quince cánones sobre disciplina eclesiástica.
Neocesarea fue ocupada y saqueada por los selyúcidas en 1067, recuperada al año siguiente por los bizantinos, reocupada por los selyúcidas en 1075 y retomada por los bizantinos en 1086. Gangra y Kastamonu fueron tomadas por los danisméndidas circa 1080, mientras que Neocesarea lo fue circa 1090 (que la renombraron Niksar). Los bizantinos retomaron Gangra y Kastamonu en 1132, recuperadas por los danisméndidas en 1133, fueron reocupadas por los selyúcidas del Sultanato de Rum circa 1174, mientras que estos ocuparon Neocesarea circa 1175. Gangra y Kastamonu cayeron en manos del Imperio otomano en 1391 y Neocesarea en 1394. En 1402 el área fue ocupada por los mongoles de Tamerlán, que entregó la zona a los beylicatos de Candar y Eretna, pero fue retomada por los otomanos en 1417. Durante la época otomana la sede del metropolitanato fue trasladada a Tokat, pero antes de 1903 fue llevada a Ünye.
El área de Gangra fue anexada al metropolitanato de Neocesarea el 19 de enero de 1630. La diócesis de Nicópolis fue establecida como sufragánea de Neocesarea en el siglo XVIII, pero se convirtió en el metropolitanato de Colonia en 1889.
Neocesarea, Sebaste y otras áreas de la sección principal del metropolitanato fueron parte de la República del Ponto entre enero y noviembre de 1920. Tras reocupación turca, el Tratado de Lausana en 1923 implementó un intercambio de poblaciones entre Grecia y Turquía que condujo a la extinción completa de la presencia cristiana ortodoxa en el territorio del metropolitanato de Neocesarea.

## Cronología de los obispos
- San Gregorio Taumaturgo † (circa 240-264 renunció)
- Longino † (antes de 314-después de 325)
- Teodolo † (mencionado en 344)
- San Musonio † (en la época de Basilio Magno)
- Atarbio † (mencionado en 381)
- Doroteo † (antes de 448-después de 451)
- Evipo † (mencionado en 458)
- Bosforio † (antes de 536-después de 553)
- Gregorio II † (mencionado en 787)
- Santo Tomás † (?-circa 812 falleció)
- Estiliano † (antes de circa 880-después de 886)
- Miguel † (siglo IX)[11]
- Nicéforo † (mencionado circa 940)
- Anónimo † (mencionado en 1017)
- Teofanes (o Teofilacto) † (antes de 1024-después de 1028)
- Anónimo † (primera mitad del siglo XI)